# 張倫 (明朝將領)
張倫（?—?），祖籍不详，明朝军事将领。
張倫担任河北諸衛指揮使，其勇敢过人。馬宣自薊州起兵攻北平，不克而亡。張倫发愤，集合兩衛官帥所部南奔，跟从李景隆、盛庸作战，有战功。燕王朱棣攻占南京后即位，招降張倫。張倫大笑：“我張倫岂会是像丁公一样出卖他人的人！”于是从容就义。当时南京城被攻陷后，武将均纷纷投降，而从容就义者，唯独張倫一人。